# Rudołtowice
Rudołtowice (niem. Rudoltowitz) – wieś w Polsce położona w województwie śląskim, w powiecie pszczyńskim, w gminie Pszczyna. Według danych gminy Pszczyna w 2014 roku w miejscowości mieszkało 1143 mieszkańców.
W latach 1973–75 w gminie Goczałkowice-Zdrój. W latach 1975–97 dzielnica Pszczyny. Od 1 stycznia 1998 w gminie Pszczyna.

## Położenie
Rudołtowice graniczą od północy ze sołectwem Ćwiklice, od południowego wschodu ze wsią Kaniów z gminy Bestwina, od wschodu ze wsią Grzawa z gminy Miedźna oraz od zachodu ze wsią Goczałkowice-Zdrój.
Znajdziemy tam też dwa stawy, staw Rontok Duży oraz Mały, w niedalekiej okolicy znajdziemy także rzekę Wisłę.

## Historia

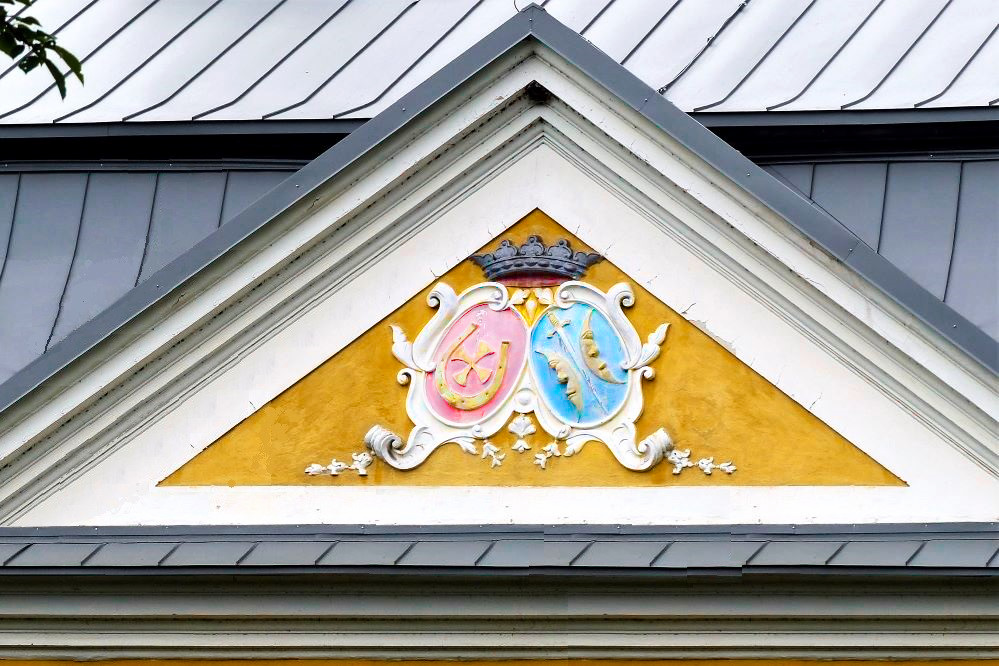
W przyczółku frontowym kartusz herbowy a w nim herby Jastrzębiec oraz Ostoja.

W dokumencie sprzedaży państwa pszczyńskiego wystawionym przez Kazimierza II cieszyńskiego w języku czeskim we Frysztacie w dniu 21 lutego 1517 roku wieś została wymieniona jako Rudoltowicze.
W latach 1975–1998 miejscowość administracyjnie należała do województwa katowickiego.
W 1752 hr. Józef Zborowski na terenie wioski zbudował pałac, w którym dziś znajduje się ośrodek dla dzieci niedowidzących.